# Timothy Omundson
Timothy Omundson est un acteur américain, né le 29 juillet 1969 à Saint Joseph (Missouri).
Il est surtout connu pour son rôle de Carlton Lassiter dans la série télévisée Psych : Enquêteur malgré lui.

## Biographie
Timothy Omundson a grandi à Seattle (Washington), où sa famille a déménagé après sa naissance. Il est le cadet de quatre enfants. Son père travaillait aux chemins de fer, tandis que sa mère était enseignante.
Timothy a commencé à étudier le théâtre à l'âge de 12 ans à l'école de théâtre pour enfants de Seattle. Pour atteindre son objectif principal, il a passé l'été de ses jeunes années à New York à l'American Academy of Dramatic Arts, et il a été champion de l'État de Washington  en interprétation dramatique pendant deux ans.
Il est marié à Allison Cowley. Ils vivent à Los Angeles avec leurs deux filles, Lily (2003) et Nora (2005).
En 2017, sur le tournage du téléfilm Psych: The Movie, il est victime d'un AVC qui ne lui permet pas de terminer le tournage.

## Filmographie

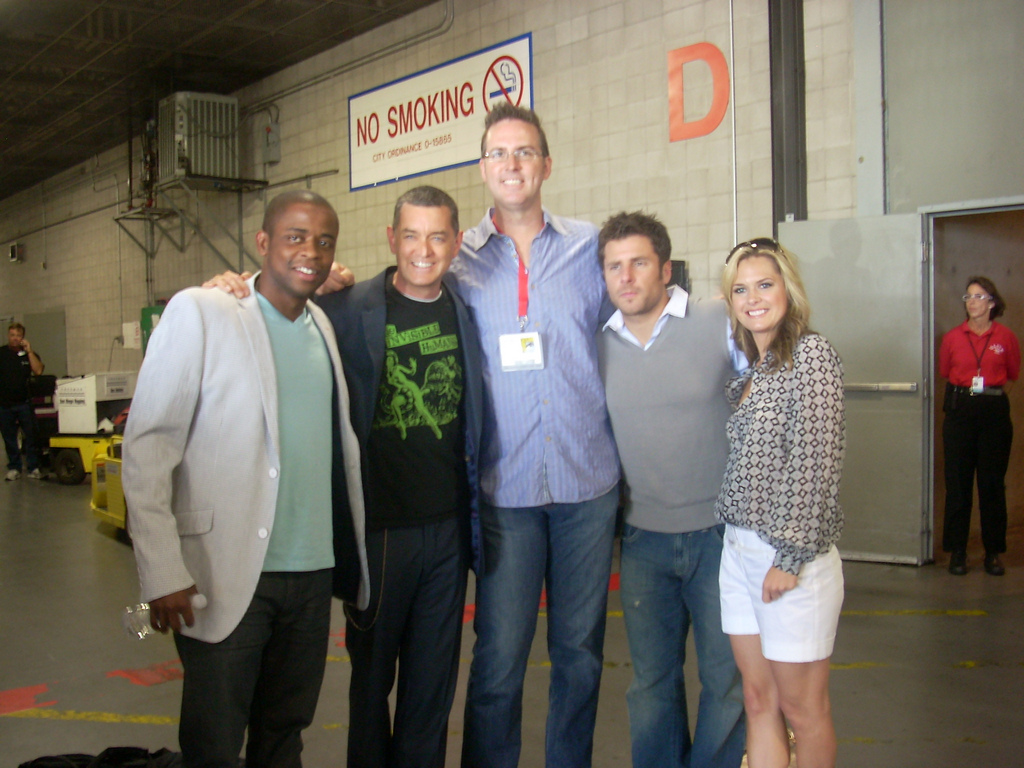
Timothy Omundson avec l'équipe de Psych : Enquêteur malgré lui en 2009.

### Cinéma
- 1996 : Dead of Night : Club Manager
- 1996 : La disparition de Kevin Johnson (The Disappearance of Kevin Johnson) : Nick Ferretti
- 1997 : Starship Troopers de Paul Verhoeven : médium
- 2001 : Opération Espadon (Swordfish) : Agent Thomas
- 2003 : Bye Bye Love (Down with Love) : R. J.
- 2005 : Hard Pill : Brad
- 2006 : Mission impossible 3 (Mission: Impossible III) : l'agent du FMI
- 2007 : Crazy : Paul Howard
- 2017 : Woody Woodpecker : Lance Walters

### Télévision

#### Téléfilms
- 2000 : Kiss Tomorrow Goodbye : Silvio
- 2001 : Le Lutin (The Luck of the Irish) : Seamus McTiernen
- 2016 : What Goes Around Comes Around : Owen
- 2017 : Household Name : Edward Von Glimpse
- 2017 : Psych: The Movie de Steve Franks (en) : Carlton Lassiter
- 2020 : Psych 2: Lassie Come Home de Steve Franks (en) : Carlton Lassiter
- 2021 : Psych 3: This Is Gus de Steve Franks (en) : Carlton Lassiter

#### Séries télévisées
- 1992 : Seinfeld : Ricky Ross
- 1993 : SeaQuest, police des mers (SeaQuest DSV) : Dr Joshua Levin (4 épisodes)
- 1993 : Mariés, deux enfants (Married with Children) : Barman
- 1994 : Diagnostic : Meurtre (Diagnosis Murder) : Benjamin Strand
- 1994 : The George Carlin Show : l'homme barbu
- 1994 : Des jours et des vies (Days of Our Lives) : T. J.
- 1995 : Medicine Ball : Dr Patrick Yates (9 épisodes)
- 1995 : Drôle de chance (Strange Luck) : Steve Medavoy
- 1996 : Les Dessous de Palm Beach (Silk Stalkings) : Norman Harrison (saison 6, épisode 3)
- 1996 : Mr. et Mrs. Smith : Craig Thompson
- 1997 : Dark Skies : L'Impossible Vérité (Dark Skies) : Jerry Rubin
- 1997 : Relativity : le thérapeute
- 1997 : Pensacola : Kent Butler (saison 1, épisode 8)
- 1997 : Fired Up : Scott (4 épisodes)
- 1998 : Jenny : Griffin
- 1998 : Frasier : le réalisateur
- 1998 : Legacy : Lloyd Cobb (2 épisodes)
- 1999 : Jack and Jill : Travis Cutler (4 épisodes)
- 1999-2000 : Xena, la guerrière (Xena: Warrior Princess) : Eli (6 épisodes)
- 2000-2005 : Amy (Judging Amy) : Sean Potter (89 épisodes)
- 2000 : Demain à la une (Early Edition) : Antoine Gourmand (saison 4, épisode 16 : Songe et Mensonges)
- 2000 : V.I.P. : Chick Mars
- 2001 : New York Police Blues (NYPD Blue) : Seth Werna
- 2003 : John Doe : P.J. Fox
- 2004 : Deadwood : Brom Garret (4 épisodes)
- 2004 : Nip/Tuck : Jeremy Saddler
- 2005 : Newport Beach (The O.C.) : le procureur-adjoint Chris Caldwell
- 2005 : Les Experts : Miami (CSI: Miami) Saison 4, épisode 3 : Une proie dans la nuit : Ted Griffin
- 2005 : Esprits criminels (Criminal Minds) : Phillip Dowd (1x06)
- 2006 : 24 heures chrono (24) : Polokoff (2 épisodes)
- 2006 : Les Experts (CSI: Crime Scene Investigation) : le producteur
- 2006-2014 : Psych : Enquêteur malgré lui (Psych) : Carlton Lassiter (120 épisodes)
- 2007-2008 : Jericho : Phil Constantino (7 épisodes)
- 2008 : Cold Case : Affaires classées (Cold Case) : Luke Ross
- 2008 : Boston Justice (Boston Legal) : Procureur Bill Withers
- 2009 : FBI : Portés disparus (Without a Trace) : Adam Fisher
- 2010 : Human Target : La Cible (Origines) : l'interrogateur (2 épisodes)
- 2014-2015 : Supernatural : Caïn (3 épisodes)
- 2015-2016 : Galavant : Roi Richard (18 épisodes)
- 2017 : Lucifer : Earl Johnson / « Dieu » Johnson (saison 2, épisode 16)
- 2019-2020 : This Is Us : Gregory (saison 3, saison 4)
- 2023: Percy Jackson et les Olympiens : Héphaïstos, dieu des forgerons, de la métallurgie et du feu

## Voix françaises
En France
| - Gabriel Le Doze, dans : (les séries télévisées) - Psych : Enquêteur malgré lui - Jericho - Boston Justice - Human Target : La Cible - Warehouse 13 - Lucifer - Arnaud Arbessier dans : (les séries télévisées) - Xena la guerrière - Demain à la une | - Lionel Tua dans : (les séries télévisées) - Deadwood - FBI : Portés disparus et aussi - Gérard Surugue dans Seinfeld (série télévisée) - Jean-Pierre Leroux dans Seaquest, police des mers (1re voix, 1 ép. - série télévisée) - Julien Thomast dans Seaquest, police des mers, (2e voix, 3 ép. - série télévisée) - Jean-François Vlérick dans Les Dessous de Palm Beach (série télévisée) - Antoine Tomé dans Dark Skies : L'Impossible Vérité (série télévisée) - Antoine Nouel dans Frasier (série télévisée) - Jean-François Aupied dans Amy (série télévisée) - Serge Faliu dans Esprits criminels (série télévisée) - Bernard Métraux dans Supernatural (série télévisée) |